# ماجراجویی عجیب و غریب جوجو: سنگ اقیانوس
ماجراجویی عجیب و غریب جوجو: سنگ اقیانوس (به انگلیسی: JoJo's Bizarre Adventure: Stone Ocean) ⁪ (ژاپنی: ジョジョの奇妙な冒険 ストーンオーシャン هپبورن: JoJo no Kimyō na Bōken Sutōn Ōshan) فصل پنجم از مجموعه تلویزیونی انیمه ماجراجویی عجیب و غریب جوجو ساخته استودیو دیوید پروداکشن که بر اساس مجموعه مانگا به همین نام نوشته هیروهیکو آراکی ساخته شده که اقتباس از بخش ششم مانگا به نام سنگ اقیانوس محسوب می‌شود. دوازده قسمت اول سنگ اقیانوس در سراسر جهان به عنوان پویانمایی شبکه اصلی در ۱ دسامبر ۲۰۲۱ از نتفلیکس به صورت جهانی منتشر شد، دوازده قسمت بعدی در ۱ سپتامبر ۲۰۲۲ و ۱۴ قسمت پایانی در دسامبر ۲۰۲۲ منتشر شد.